# Alícia de Larrocha i de la Calle
Alícia de Larrocha i de la Calle (Barcelona, 23 de maig de 1923 - Barcelona, 25 de setembre del 2009) fou una pianista i compositora catalana, considerada una de les millors pianistes de la seva generació.

## Biografia
Va ser filla d'Eduard de Larrocha de la Calle (Madrid, 1894-Barcelona, 1955) i de Maria Teresa de la Calle i Monforte (Barcelona, 1891-1965). Va néixer el 23 de maig de 1923 a la ciutat de Barcelona en un ambient familiar propici per a la música: la seva mare i la seva tia, Carolina de la Calle, van ser alumnes d'Enric Granados i es van graduar a la seva Acadèmia, tot i que no van exercir de pianistes de concert, i el pare d'Alícia fou molt aficionat al violí. La tia Carolina va fer també els estudis de professorat i va ser professora de piano de l'acadèmia. Una cosina de la seva mare, Isabel de la Calle i de la Calle, va fundar una acadèmia de piano a Barcelona, a la qual van estudiar l'Eduard de Larrocha i la seva germana, Carmela de Larrocha.
Alícia va aprendre les notes abans que les lletres. Un dia, després d'escoltar en una de les classes de la seva tia interpretar A la primavera d'Edvard Grieg, Alícia es va asseure al piano i la va tocar de memòria. La família va decidir portar-la a l'Acadèmia Marshall. Frank Marshall, continuador de la prestigiosa Acadèmia Granados, va escoltar la nena prodigi i, malgrat la seva curta edat, la va acceptar immediatament a la seva acadèmia l'octubre de 1927, amb només quatre anys. El maig de 1929 va celebrar el seu primer concert, el 10 de novembre el segon i el 14 de desembre del mateix any va participar en els actes de l'Exposició Universal de Barcelona amb un nou recital. El desembre de l'any següent l'artista va fer el seu debut al Palau de la Música Catalana amb un programa que incloïa peces de Beethoven, Granados i Schumann, causant una gran impressió en el públic i la crítica per la seguretat digital i la sorprenent maduresa interpretativa. A l'Acadèmia va conèixer Arthur Rubinstein, Emil von Sauer, Alfred Cortot i altres grans pianistes de l'època.
Molt aviat va començar a incorporar les obres dels grans compositors en el seu repertori per petites sales de concerts de Barcelona, sent capaç d'interpretar amb igual desimboltura Bach, Rameau, Schumann, Chopin, Granados, Beethoven o Mozart; precisament va ser una obra d'aquest últim -el Concert en re major- la que va marcar el debut d'Alicia de Larrocha amb l'orquestra, el 28 d'octubre de 1934, acompanyada per la Banda Municipal de Barcelona sota la batuta de Joan Lamote de Grignon. El 31 de març de 1935 ella mateixa va dirigir l'Orquestra Femenina de Barcelona en el programa de la qual hi havia dues composicions de la pianista. L'abril del 1936, amb tretze anys, participà per primera vegada en un concert oficial, amb l'Orquestra Simfònica de Madrid.
Després d'un període d'inactivitat per culpa de la Guerra Civil, el setembre de 1939 torna a participar en un concert al Palau de la Música. En l'estrena al Gran Teatre del Liceu de Goyescas de Granados, i després de la no compareixença de la ballarina Loïe Fuller, Larrocha i la soprano Maria Cid van interpretar pàgines en homenatge al compositor. A partir d'aquest moment comença a actuar assíduament al Palau de la Música on ja és una concertista molt admirada i les seves actuacions són esperades amb un veritable interès. La majoria de vegades hi toca dirigida per Joan Lamote de Grignon i en algunes ocasions ho fa acompanyada per un altre pianista, Joan Torra, que acabaria sent el seu marit. En aquella època, el seu univers de relacions girava al voltant de la música, la també pianista Rosa Sabater, Victòria dels Àngels -eren coetànies- Frederic Mompou, Albert Attenelle, Xavier Montsalvatge, Carles Suriñach o Eduard Toldrà eren alguns dels seus amics.
El 1947, després d'actuacions a les Illes Canàries i al Marroc i una gira pel nord d'Espanya, l'octubre fa el salt internacional debutant a Lausana amb molt d'èxit. Segueixen els èxits l'any següent a París i a Bèlgica. A partir del 1950 va oferir concerts en diferents orquestres europees i acompanyar entre altres a la cantant i amiga Conxita Badia. El 21 de juny de 1950 es va casar amb el pianista Joan Torra. Torra va prendre la decisió de renunciar a la seva incipient carrera com a concertista per dedicar-se a ajudar la seva dona.
Però és a partir de 1954, quan debuta als Estats Units d'Amèrica, que comença el seu reconeixement internacional per la seva impecable tècnica al piano.
En els anys seixanta, la seva carrera s'accelera i arriba a programar al voltant de 120 concerts anuals a tot el món, sola, acompanyada d'orquestra o de cantants (en sis ocasions va acompanyar Victòria dels Àngels, amb qui tenia una amistat personal), a més de fer cada any tres gires per diferents ciutats dels Estats Units. Casada amb el també pianista Joan Torra i Duran, i mare d'un fill i una filla, es va mantenir activa fins a una avançada edat, ja que va emprendre una gira el 2000 per països de Sud-amèrica, va oferir un recital a Miami el 2001 i va participar en diverses actuacions el 2002 en llocs tan emblemàtics com el Palau de la Música Catalana de Barcelona i la sala Carnegie Hall de Nova York. Encara que va a començar a reduir les seves actuacions a partir del 2000, no va ser fins al final del 2003 quan es va acomiadar definitivament dels escenaris, fent diversos concerts i recitals de comiat per diferents ciutats del món al llarg del 2003.
Morí el 25 de setembre de 2009 a la Clínica Quirón de Barcelona, als vuitanta-sis anys, a causa de complicacions cardiorespiratòries que motivaren l'ingrés hospitalari. Com a personalitat rellevant per haver rebut la màxima distinció del país, el diumenge 27, de deu del matí a sis de la tarda, es va instal·lar la capella ardent al Saló de Sant Jordi del Palau de la Generalitat de Catalunya per qui va voler acomiadar-se de la gran artista. Fou incinerada al Cementiri de Collserola i les cendres foren escampades en el mar.

## Composicions musicals
- Cançó d'un doble amor (1946), per a veu i piano. Lletra: Josep Carner
- Los dos miedos (1942), per a veu i piano. Lletra: Campoamor
- Largo de la suite para piano, per a violoncel i piano
- Mi vida es un erial (1949), per a veu i piano. Lletra: Gustavo Gustavo Adolfo Bécquer
- Triste muy tristemente (1942), per a veu i piano. Lletra: Rubén Darío

## Guardons
La pianista va ser guardonada amb la Medalla d'Or de la Ciutat de Barcelona l'any 1980, i amb la Medalla d'Or de la Generalitat de Catalunya l'any 1983.
Entre la gran quantitat de premis rebuts destaquen: el Premi Príncep d'Astúries de les Arts l'any 1994; Premi Unesco, l'any 1995; dos Premis Ondas els anys 1992 i 2000 així com el Premi Ciutat de Barcelona.
La seva trajectòria musical ha estat reconeguda amb altres diversos premis, va estar catorze vegades nominada als Premis Grammy, entre els quals destaquen quatre:
- 1974 - Millor interpretació solista de música clàssica (sense orquestra) per "Albeniz: Iberia"
- 1975 - Millor interpretació solista de música clàssica (amb orquestra) per "Ravel: Concerto For Left Hand And Concerto For Piano In G/Faure: Fantaisie For Piano And Orchestra"
- 1988 - Millor interpretació instrumental de música clàssica solista (sense orquestra) per "Albeniz: Iberia, Navarra, Suite Espagnola"
- 1991 - Millor interpretació instrumental de música clàssica solista sense orquestra per "Granados: Goyescas; Allegro De Concierto; Danza Lenta"

A més, també va obtenir tres Premis Edison: 1968,1978,1989.
Ha rebut també altres guardons com ara: dos Grand Prix du Disque (1960, 1974), dos Record of the Year (Londres, 1971, 1974), un Premi Deutsche Schallplattenpreis (1979) i el Premi Franz Liszt (Budapest, 1980).
El 14 de maig del 2001, la pianista catalana va ser investida Doctora Honoris Causa de la Universitat de Lleida en reconeixement de la seva trajectòria internacional. Aquest fou el primer cop que la pianista Alícia de Larrocha, rebia un Doctorat Honoris Causa d'una Universitat catalana, ja que fins aquell moment només havia obtingut aquesta distinció acadèmica de centres d'ensenyament superior dels Estats Units.

El 2004 rebé el Premi Nacional de Música per part de la Generalitat de Catalunya:
"...pel seu alt nivell d'interpretació musical que l'han fet assolir una gran projecció internacional durant el conjunt de la seva carrera artística, portant el valor de la música catalana arreu del món i, especialment, pel seu concert de comiat amb l'OBC." (2004)

### Premis Grammy
| Nom                | Any  | Categoria                                                                               | Obra                                                                                               | Resultat   | Ref    |
| ------------------ | ---- | --------------------------------------------------------------------------------------- | -------------------------------------------------------------------------------------------------- | ---------- | ------ |
| Alícia de Larrocha | 1967 | Millor interpretació clàssica - solista o solistes instrumental (amb orquestra o sense) | Granados: Goyescas/Escenas románticas                                                              | Nominada   | [ 25 ] |
| Alícia de Larrocha | 1971 | Millor interpretació clàssica - solista o solistes instrumental (sense orquestra)       | Alicia de Larrocha plays Spanish piano music of the 20th Century                                   | Nominada   |        |
| Alícia de Larrocha | 1974 | Millor interpretació clàssica instrumental per a solista o solistes (sense orquestra)   | Albeniz: Iberia                                                                                    | Guanyadora |        |
| Alícia de Larrocha | 1975 | Millor interpretació clàssica instrumental per a solista o solistes (amb orquestra)     | Ravel: Concerto For Left Hand And Concerto For Piano In G/Faure: Fantaisie For Piano And Orchestra | Guanyadora |        |
| Alícia de Larrocha | 1975 | Millor interpretació clàssica instrumental per a solista o solistes (sense orquestra)   | Falla: "Music Of Falla" (Three Cornered Hat, El Amor Brujo, etc.)                                  | Nominada   |        |
| Alícia de Larrocha | 1977 | Millor interpretació clàssica instrumental per a solista o solistes (amb orquestra)     | Concertos from Spain                                                                               | Nominada   |        |
| Alícia de Larrocha | 1977 | Millor interpretació clàssica instrumental per a solista o solistes (sense orquestra)   | Granados: Goyescas                                                                                 | Nominada   |        |
| Alícia de Larrocha | 1982 | Millor interpretació clàssica instrumental per a solista o solistes (amb orquestra)     | Schumann: Concerto For Piano In A Minor/ Rachmaninoff: Concerto For Piano No. 2 In C Minor, Op. 18 | Nominada   |        |
| Alícia de Larrocha | 1982 | Millor interpretació clàssica instrumental per a solista o solistes (sense orquestra)   | Granados: Danzas Españolas                                                                         | Nominada   |        |
| Alícia de Larrocha | 1984 | Millor interpretació clàssica - solista o solistes instrumental (sense orquestra)       | Schubert: Piano Sonata In B Flat, Major D. 960                                                     | Nominada   |        |
| Alícia de Larrocha | 1988 | Millor interpretació clàssica - solista o solistes instrumental (sense orquestra)       | Albeniz: Iberia, Navarra, Suite Espagnola                                                          | Guanyadora |        |
| Alícia de Larrocha | 1990 | Millor interpretació clàssica - solista instrumental (sense orquestra)                  | Mozart: Piano Sonatas (K. 283/331/332/333)                                                         | Nominada   |        |
| Alícia de Larrocha | 1991 | Millor interpretació clàssica instrumental solista sense orquestra                      | Granados: Goyescas; Allegro De Concierto; Danza Lenta                                              | Guanyadora |        |
| Alícia de Larrocha | 1992 | Millor interpretació clàssica instrumental solista amb orquestra                        | Mozart: Piano Concertos Nos. 23 And 24                                                             | Nominada   |        |